# Kanton Rennes-Sud-Ouest
Kanton Rennes-Sud-Ouest (francouzsky Canton de Rennes-Sud-Ouest) je francouzský kanton v departementu Ille-et-Vilaine v regionu Bretaň. Tvoří ho tři obce.

## Obce kantonu
- Rennes (jihozápadní část)
- Saint-Jacques-de-la-Lande
- Vezin-le-Coquet